# قلم حبر جاف
قلم الحبر الجاف أداة كتابة (قلم) تتكون من خرطوشة تحوي على سائل كثيف ولزج ومتوفر بعدة ألوان تنتهي الخرطوشة برأس مدبب يحوي على كرة صغيرة جدا تتصل مع السائل اللزج وعند تحريكها على الورق يسيل الحبر بكمية محددة تاركا أثره على الورق ويجف بسرعة. يعتمد القلم في طريقة كتابته على الجاذبية الأرضية لينجذب الحبر إلى الورق لذلك لن تستطيع الكتابة والقلم للأعلى.
يكون قطر الكرة عادة 0.7 ملم أو 1 ملم وعلى ذلك تعتمد ثخانة أو عرض الخط.
هناك أنواع عديدة من أقلام الحبر الجاف منها رخيصة الثمن لذا تراها منتشرة الأستعمال ومنها الثمين حيث يكون غلافها الخارجي من المواد الغالية كالعاج أو الذهب أو الفضة وقد تكون مرصعة باللأحجار الكريمة كالماس أو الزاركون ومثل هذه الأقلام يقتنيها الأثرياء. وقد ساهم في اختراع القلم الحبري الجاف المجري لاديسلاو جوزيف بيرو